# (30235) Kimmiller
(30235) Kimmiller est un astéroïde de la ceinture principale.

## Description
(30235) Kimmiller est un astéroïde de la ceinture principale. Il fut découvert le 5 avril 2000 à Socorro (Nouveau-Mexique) par le projet LINEAR. Il présente une orbite caractérisée par un demi-grand axe de 2,33 UA, une excentricité

## Compléments